# Laccobius gracilis
Laccobius gracilis é uma espécie de insetos coleópteros polífagos pertencente à família Hydrophilidae.
A autoridade científica da espécie é Motschulsky, tendo sido descrita no ano de 1855.
Trata-se de uma espécie presente no território português.